# Никифоров, Николай Матвеевич (певец)
Николай Матвеевич Никифоров (1805—1881) — русский актёр и певец.

## Биография
Сын актрисы Марии Ивановны Никифоровой; родился 31 мая (12 июня) 1805 года. Местом рождения «Русский биографический словарь» указывает Мценск Орловской губернии; в некрологе ( Всемирная иллюстрация) утверждается, что он родился в Москве. Его отец служил в Москве чиновником в Сенатском департаменте. После кратковременного пребывания в Никитском начальном училище летом 1817 года его поместили в число казённокоштных воспитанников Московского театрального училища, где он сблизился с будущими знаменитыми артистами П. Г. Степановым и В. И. Живокини. Будучи воспитанником школы, он не раз выступал в детских ролях на сцене. После окончания училища, в 1824 году он был зачислен московскую оперную труппу, в 1836 году переведён в Императорскую московскую драматическую труппу.
Умер 23 июня (5 июля) 1881 года. Похоронен на Лазаревском кладбище, около могилы Сандунова.
Первая сыгранная им большая роль — подьячего Грабилина в «Семействе Старичковых» — послужила прототипом для всех остальных его ролей. Роли подьячих стали лучшими в его обширном репертуаре. Он стал любимейшим комиком московской публики. «Его кругленькая, поворотливая фигурка, замечательно подвижное, смешное лицо и веселая скороговорка самым оживляющим образом действовали на публику и на игравших с ним вместе товарищей». По свидетельству современников, он был «человек крайне симпатичный, умный, добрый и находчивый, но робкого десятка», славился как каламбурист и острослов. 

## Роли в Малом театре
- 1821 — «Семейство Старичковых» Ф. Ф. Иванова — подьячий Грабилина
- 1836 — «Недоросль» Д. И. Фонвизина — Кутейкин
- 1836 — «Ревизор» Н. В. Гоголя — Бобчинский
- 1847 — «Горе от ума» А. С. Грибоедова — г-н N
- «Женитьба» Н. В. Гоголя — Жевакин
- «Завтрак у предводителя» И. С. Тургенева — Алупкин
- Захар Захарыч («В чужом пиру похмелье» А. Н. Островского, 1856)
- Сидоренко («Горячее сердце» А. Н. Островского, 1869)
- Мисаил («Борис Годунов» А. С. Пушкина, 1880)
- Лоаяль («Тартюф» Мольера , 1867)
- Калхас — «Прекрасная Елена» Ж. Оффенбаха, 1870.